# Antoine de Senneterre
Antoine II de Senneterre, ou de Saint-Nectaire, né en Auvergne et mort en 1592 à l'abbaye de Saint Chaffre, est un évêque français du XVIe siècle.

## Biographie
Sa famille est noble en Auvergne. Il est le fils de Nectaire, seigneur de Saint-Nectaire, gouverneur d'Auvergne, et de Marguerite d'Étampes de La Ferté-Nabert.
Antoine de Senneterre fut abbé commendataire de Saint-Jean-des-Prés ; il est abbé de Saint-Géraud d'Aurillac et de  Saint-Chaffre ou Le  Monastier, lorsqu'en 1561 il est promu au siège du Puy.
Son épiscopat est agité par les guerres de religion ; les deux châteaux d'Espaly sont détruits, les faubourgs du Puy pillés et la ville assiégée plusieurs fois. La garnison est dirigée pendant une grande partie de ces événements par le baron Antoine II de La Tour Saint-Vidal.
En 1585 les jésuites entrent au Puy et ouvrent leur collège. Du temps de ce prélat est aussi instituée la confrérie de pénitents, auxquels le marquis d'Alègre cède sa maison.